# الأصول الشرقية للحضارة الغربية
الأصل الشرقي للحضارة الغربية، الذي كتبه جون إم هوبسون في عام 2004، هو كتاب يناقض النظرية التاريخية لصعود الغرب بعد عام 1492 على أنه «ولادة عذراء»، بل كنتيجة للتفاعلات الغربية مع الحضارة الشرقية المتقدمة تقنيا واجتماعيا. 
يعيد النص تفسير الأفكار الأوروبية من إسهامات أوروبا في التنمية العالمية. على سبيل المثال، يقدم الدليل على وجود نظام معقد من التجارة العالمية قبل فترة طويلة من ظهور أوروبا التجارية، وأن النظريات الاجتماعية والاقتصادية في عصر التنوير جاءت من لقاءات مع ثقافات جديدة وليس مع التراث اليوناني والروماني، وأن الهيمنة الأوروبية الحديثة نتجت عن المزايا الظرفية بدلا من سمات متفوقة متأصلة. 

## الأفكار الرئيسية
- العديد من الاختراعات الحاسمة للتقدم الأوروبي كانت الابتكارات الصينية.
- استولى الأوروبيون على العديد من الموارد الشرقية مثل الأرض والعمل والأسواق من خلال الإمبريالية.
- لم تخلق القوى الأوروبية التجارة العالمية، بل استخدمت الفضة الأمريكية للاندماج في الأسواق الهندية والصينية الصاخبة.
- إن الاعتقاد بأن الهيمنة الأوروبية مستمدة من التجارة الحرة والحكم المنطق والديمقراطية هي أسطورة وطنية. وفازت القوى الأوروبية بالحقوق التجارية بالقوة، وطورت بريطانيا الثورة الصناعية بموجب أنظمة قاسية.
- كانت الحركات والأفكار الثقافية مدفوعة بالتواصل مع العالم الخارجي، لا سيما مع الشرق.

## ردود
كتب أحد المراجعين للثقافة ماندالا أن عمل هوبسون «يكمل ويبني على رؤى فرانك وبراودل وغيرهم ليوضح بتفصيل كبير مدى الإنجاز التاريخي الكبير الذي حققته الصين وكم كان الغرب يشوه التاريخ ليخدم غرض مهمته الحضارية الامبريالية.
يدعي جون هول من جامعة ماكجيل، الذي كتب في «الاستعراض التاريخي الإنجليزي»، أن عمل هوبسون معرض للمبالغات البرية «ويميل إلى الاستشهاد فقط بتلك الأجزاء من عمل المؤلف التي تتفق مع حجته، وتفتقد عالمات كاملة من المنح الدراسية.» ويستمر هول «يميل إلى إعطائنا علم الاجتماع السيئ»، وبناءه من المركزية الأوروبية «غالبا ما يكون رجل القش». بشكل عام، يشير هول إلى أن هوبسون يقدم «مزاعم غريبة»، مثل التأكيد على أن «آدم سميث يعتمد على الاكتشافات الفكرية الصينية». يدعي هول أن «الصورة العامة لـهوبسون يبدو أنها تفشل».

## روابط خارجية
- مقابلة مع جون م. هوبسون
- «الشرق والغرب»، مراجعة كتاب من قبل كارول كويغلي
- «ما تعلمته من الغرب» استعراض كتاب من قبل كارول كويغلي